# Acuerdo de Wassenaar
El Acuerdo de Wassenaar sobre controles de exportación de armas convencionales y bienes y tecnologías de doble uso es un régimen multilateral de control de exportaciones (MECR) con 42 estados participantes, incluidos muchos países del antiguo Comecon.
El Acuerdo de Wassenaar se estableció para contribuir a la seguridad y estabilidad regional e internacional promoviendo la transparencia y una mayor responsabilidad en las transferencias de armas convencionales y bienes y tecnologías de doble uso, evitando así acumulaciones desestabilizadoras. Los estados participantes buscan, a través de sus políticas nacionales, asegurar que las transferencias de estos artículos no contribuyan al desarrollo o mejora de las capacidades militares que socavan estos objetivos, y no se desvíen para apoyar tales capacidades.
Es la sucesora del Comité Coordinador para el Control Multilateral de las Exportaciones (COCOM) de la Guerra Fría, y se estableció el 12 de julio de 1996, en Wassenaar, Países Bajos, que está cerca de La Haya. El Acuerdo de Wassenaar es considerablemente menos estricto que el COCOM, y se centra principalmente en la transparencia de los regímenes nacionales de control de las exportaciones y no otorga poder de veto a miembros individuales sobre las decisiones organizativas. Una Secretaría para administrar el acuerdo se encuentra en Viena, Austria. Sin embargo, como el COCOM, no es un tratado y, por lo tanto, no es jurídicamente vinculante.
Cada seis meses, los países miembros intercambian información sobre entregas de armas convencionales a miembros que no pertenecen a Wassenaar y que se clasifican en ocho categorías amplias de armas: tanques de batalla, Vehículo blindado de combate (AFV), artillería de gran calibre, aviones militares, helicópteros militares, buques de guerra, misiles o sistemas de misiles y armas pequeñas y ligeras.